# Forn de Cal Xic Bonic
El Forn de Cal Xic Bonic és una obra del municipi de Pallejà (Baix Llobregat) inclosa en l'Inventari del Patrimoni Arquitectònic de Catalunya.

## Descripció
Construcció molt simple que està feta a una marge de la muntanya i consta d'un espai inferior amb volta de pedra calada, o sense aquest element, que és pròpiament el forn on s'hi posa la llenya, damunt s'hi aboca la pedra per una volta foradada que serveix alhora de fumera. El mur cilíndric és de pedra refractària practicat fent un marge entrant al marge i després de construït i reomplert de terra. Uns quinze metres més avall trobem un segon forn més modern de carbó, tipològicament molt similar.

## Història
Existeix documentació que ja des del s. XVII ens parla de l'existència de forns de guix i calç al municipi. Segons es diu les pedres de calç viva (òxid de calci), eren portades directament amb carros des dels forns a Molins de Rei a les darreries del s. XIX, ja construït el ferrocarril, per transportar-les a Barcelona. Hi treballaven una quarantena de carros i a Pallejà mateix funcionaven quatre forns. La indústria era creixent, es pensa que vers 1912 comptaven amb un transport anual de 13.200 tones de calç viva.